# 足立区立鹿浜菜の花中学校
足立区立鹿浜菜の花中学校（あだちくりつ しかはまなのはなちゅうがっこう）は、東京都足立区江北七丁目に所在する区立中学校。
2016年に足立区立鹿浜中学校と足立区立第八中学校が統合され発足した。

## 沿革
- 2013年（平成25年）10月30日 - 鹿浜中学校と第八中学校の生徒数・学級数減少に伴う両校の統合を協議するため、第一回統合地域協議会を開催[2]。
- 2013年（平成25年）12月 - 両校の統合を正式に決定[3]。
- 2014年（平成26年）- 統合校の新しい校名の案を募集し、『鹿浜菜の花中学校』に決定。
- 2014年（平成26年）- 統合校の新しい校歌の歌詞の案を募集し、作曲・編曲を行う。
- 2014年（平成26年）12月4日 - 統合校の新しい校章の案を募集し、鹿の角や菜の花をイメージしたデザインに決定。
- 2016年（平成28年）4月1日 - 足立区立鹿浜菜の花中学校として開校。
- 2016年（平成28年）4月6日 - 旧鹿浜中学校で開校式が行われる。
- 2018年（平成30年）4月1日 - 旧第八中学校の敷地に建設していた新校舎が竣工し、移転。

## 教育目標
生徒一人一人の人権を尊重し、主体的に学ぶ意欲と社会性豊かな「生きる力」を育み、多様な社会に貢献・活躍できる知・徳・体の調和のとれた生徒を育成し、保護者・地域から信頼される学校教育を充実させる。
- 自ら学ぶ - さまざまなことに興味・関心をもち、主体的に学ぶ。自ら計画を立てて、工夫して学ぶ。インターネットやICTを活用して、工夫して学ぶ。
- 豊かに鍛える - 健康を意識して行動する。体力向上に努める。規範意識をもち自律する。他者を思いやり協力できる。
- 共に歩む - 通常学級と特別支援学級の交流を図り、個性を尊重する。文化と伝統を大切にし、郷土を愛するとともに他国の文化を尊重できる。高齢者や小学生、低年齢層の子供たちへの思いやりの気持ちをもつ。

## 生徒数・学級数
※データは令和4年5月1日時点。
|        |              | 第1学年12 | 第2学年9 | 第3学年10 | 合計 |
| ------ | ------------ | --------- | -------- | --------- | ---- |
| 生徒数 | 通常学級     | 137       | 159      | 152       | 448  |
| 生徒数 | 特別支援学級 | 9         | 10       | 10        | 29   |
| 生徒数 | 合計         | 146       | 169      | 162       | 477  |
| 学級数 | 学級数       | 4         | 4        | 4         | 12   |

## 通学区域
江北六丁目、江北七丁目、鹿浜一丁目、鹿浜二丁目、鹿浜三丁目、鹿浜四丁目、鹿浜五丁目1番～21番と24番の都営住宅1号棟～10号棟と25番～28番、鹿浜六丁目、鹿浜七丁目、鹿浜八丁目1番～20番、椿二丁目、谷在家二丁目、谷在家三丁目1番～19番
同じ通学区域を持つ足立区立小学校は鹿浜未来小学校、鹿浜五色桜小学校、鹿浜第一小学校である。

## 小中連携
鹿浜菜の花中学校では、近隣の足立区立小学校4校と連携教育を行っている。連携校は鹿浜五色桜小学校、鹿浜西小学校、北鹿浜小学校、鹿浜第一小学校。
また、小中連携を行う理由について以下のように言及している。
- 学力向上 - 研究授業を小学校・中学校ともに行い、全教員で授業を見学し、協議会で指導方法を中心に話し合う。小中9年間の全教科の教育計画を小中学校全教員で系統的に作成し、指導内容や児童・生徒の学習のつまずきについて把握する。
- 授業規律・生活習慣の定着 - 小学校・中学校での学校のきまりや校則について、小中学校全教員が協議し、理解を深める。小中学校9年間をとおして、系統的に「ぶれない生活指導」の徹底をはかることで、児童・生徒および保護者との信頼関係を築く。

## 鹿浜中・第八中統合

### 統合までの経緯
現在の鹿浜菜の花中学校の通学区域にはもともと足立区立鹿浜中学校と足立区立第八中学校があったが、両校とも11学級を下回る小規模校で、さらに校舎の建築が1965年（昭和40年代）と足立区の定める改築の目安に迫っていたため統合が検討され始めた。当初は鹿浜菜の花中学校の北側にある足立区立加賀中学校との統合も考えられたが、通学区域の関係上、鹿浜中学校と第八中学校の統合で決定した。

### 統合計画の詳細
足立区と足立区教育委員会によって統合時期は2016年（平成28年）と定められ、それに向けて準備が進められた。統合校の新校舎は敷地面積の関係から第八中学校の敷地に建設することとなり、竣工までの期間は仮として鹿浜中学校の校舎を流用することで対応した。鹿浜菜の花中学校の学校機能は2018年（平成30年）より新校舎に移転している。

### 校名・校章・校歌
鹿浜菜の花中学校の校名・校章はいずれも応募のなかから選考を行った。校名の応募数は鹿浜中学校と第八中学校の名前を合体させた鹿浜第八が1位だったが、「鹿浜地域の新しい中学校である。菜の花が第八中学校のシンボルである。」という理由から7位の鹿浜菜の花に決定した。
校歌は歌詞のフレーズを鹿浜中学校と第八中学校の生徒から募集し、鹿浜中学校と第八中学校の音楽科の教諭が作曲、洗足学園音楽大学の作編曲家が編曲した。

## 周辺環境
- 足立区立上沼田北公園 - 校舎裏に立地している。
- 都営上沼田第3アパート - 道路を挟んで反対側に立地している。